# Крылов, Борис Юрьевич
Борис Юрьевич Крылов  (6 августа 1976, Будапешт, Венгрия) — украинский скульптор, член Национального союза художников Украины (с 2012 года) и Royal British Society of Sculptors (с 2010 года).

## Биография
В 1993-1999 гг. учился в  Национальной академии изобразительного искусства и архитектуры в мастерской Швецова Валерия Валентиновича. Преподавателями, которые развили навыки понимание работы с монументальной скульптурой, были Иван Макогон, Василий Бородай и Николай Олексиенко.
В 1999г., на последнем курсе академии, началось творческое содружество с Сидоруком Олесем, которое со временем переросло в «Творческую мастерскую Сидорука и Крылова». Первые монументальные работы, памятники Петру Сагайдачному и Андрею Первозваному, они создали вместе со своим учителем Валерием Швецовым. Самостоятельная работа началась с монумента Святославу Храброму, этот проект стал первым среди серии технически сложных экспериментов по сочетанию бронзы и гранита.
В 2016 году «Творческая мастерская Сидорука и Крылова» присоединилась к работе благотворительного фонда «Корона князей Острожских», реализуя ряд разномасштабных проектов, связанных с историей и культурой Украины, Литвы и Польши. Среди их числа и мемориальная доска князя Константина Острожского для штаба литовско-польско-украинской военной бригады в Люблине и памятник, посвящённый 100-летию возобновления литовской государственности «Витязь свободы». Последняя работа примечательна сложностью своей конструкции как один из немногих конных памятников с двумя точками опоры. Сегодня члены «Творческой мастерской Сидорука и Крылова» заняты в международном проекте воссоздания надгробного памятника князю Константину Ивановичу Острожскому  в Успенском соборе Киево-Печерской лавры.

## Награды
2001 г.  — третья премия на втором Всеукраинском конкурсе «Інтерyear 2001» за клубный комплекс «Ра».
2011 г. — за участие в создании скульптурного комплекса святым великомученикам Борису и Глебу, был награждён званием «почётного гражданина Вышгорода».
2018 г. — почётный знак Каунасского городского совета второй ступени за памятник 100-летию возобновления литовской государственности "Витязь свободы".
2021 г. — Медаль ордена «За заслуги перед Литвой»

## Работы

### Памятники
- Памятник Вильгельмасу Сторосту (Видунас) (скульпторы Б. Крилов, О. Сидорук, Клайпеда, Литва, 2019)[5].
- Памятник святителю Спиридону Тримифунтскому (в соавторстве, Крым, Кореиз, 2012)
- памятник Борису и Глебу в Вышгороде (2011).
- памятник Пилипу Орлику, автору первой Украинской конституции. (в соавторстве, Кристианстад, Швеция, 2011).
- памятник ликвидаторам аварии на ЧАЭС (в соавторстве, Киевская обл., село Колонщина, 2008 год).
- памятник Киевскому князю Святославу Игоревичу (в соавторстве, Киевская обл., село Старые Петровцы, 2008 год).
- памятник митрополиту Петру Могиле (в соавторстве, Киевская обл., село Михайловка-Рубежовка, 2008 год).
- памятник посвящённый памяти жертв голода на Украине 1932—1933 годов (в соавторстве, Вышгород, 2008 год).
- памятник Вячеславу Липинскому (в соавторстве, Киев, 2007 год).
- памятник Ивану Франко (в соавторстве, Киев, 2006 год).
- памятник гетману Богдану Хмельницкому (в соавторстве, Киев, 2005 год).
- памятник Тарасу Шевченко (в соавторстве, Киев, 2005 год).
- памятник Григорию Сковороде (в соавторстве, Киев, 2005 год).
- памятник митрополиту Петру Могиле (в соавторстве, Киев, 2005 год).
- памятник Лесе Украинке (в соавторстве, Киев, 2005 год).
- памятник Киевскому князю Ярославу Мудрому (в соавторстве, Киев, 2004 год).
- памятник Киевскому князю Святославу Игоревичу (в соавторстве, Киев, 2003 год).
- памятник гетману Петру Сагайдачному на Контрактовой площади в Киеве (в соавторстве), 2001 год.

### Мемориальные доски
- мемориальная доска Ляшко Ивану Ивановичу, академику АН УССР, (в соавторстве, Киев, 2012 год).
- мемориальная доска Ягупольскому Льву Моисеевичу, заслуженному деятелю науки Украины, (в соавторстве, Киев, 2012 год).
- мемориальная доска Моцарю Анатолию Ивановичу, выдающемуся конструктору и изобретателю, (в соавторстве, Киев, 2012 год).
- мемориальная доска Гусовскому Сергею Владимировичу, директору завода «Арсенал», Киев, 2002 год.)

## Галерея работ Крылова

### Памятники
- Памятник жертвам голодомора 1932-1933гг. Авторы: Крылов Борис, Сидорук Олесь
- Памятный знак Филиппу Орлику г.Кристианстад, Швеция. Авторы: Крылов Борис, Сидорук Олесь